# Mos maiorum
Мос майорум (лат. mos maiorum «звичай предків») це неписаний, але обов'язковий кодекс, який регулював життя на території його поширення. Фундаментальне поняття в римській культурі, що означає довгу традицію соціальних норм та правил поведінки римлян. Це вважається основним прикладом римського традиціоналізму.

## Значення слова
Mos з латинської як звичай, мораль, традиція. Етимологія якого походить з індоєвропейського корня meh — встановлювати норму
Maiorum з латинської як предок.

## Історія
Термін mos maiorum не виник в один момент, це було результатом довгих історичних та соціальних процесів. А саме, усвідомлення римлянами ваги прикладів їх попередників — предків.
В архаїчному Римі не існувало письмових законів, все передавалося усно, усними звичаями. В них входили релігійні обряди, сімейні ролі, обов'язки громад. Тоді ці звичаї не мали назви, пізніше вже закріпилось як mos, і після як mos maiorum.
У 5 ст. до н.е. римляни вперше кодифікували закони в Законах Дванадцяти таблиць. Але навіть тоді значна частина норм спиралася на ці традиції.
Термін починає з'являтися в письмових джерелах приблизно з 3 ст. до н. е., коли Рим уже імперська держава. Тоді суспільство переживало кризу ідентичності та зіткнення з елліністичним впливом. Повернення до традиції предків було на часі. Тому як відповідь на кризи, з'являється успадкований та вже устаткований термін mos maiorum.
Цицерон перший, хто почав широко вживати цей термін у політичному контексті.
« Mos maiorum — це те, що не було записано, але чого дотримувалися великі люди до нас». — Цицерон, De Re Publica
Вже в Імперський період термін стає частиною державної ідеології. Як Октавіан Август, який обгрунтував свою владу та видав закони про мораль (lex lulia), які посилалися на mos maiorum. Також в епоху Траяна, Адріана та Марка Аврелія термін вкорінився як еталон поведінки.
Проте після остаточного розпаду Західної Римської імперії в 476 році нашої ери та піднесення різних варварських королівств, старі римські звичаї були або витіснені, або поєднані з традиціями германської еліти та наступними цінностями майбутніх систем.

## Цінності
- Фідес

Латинською слово fides, що означає віру, чесність та вірність. Тобто це моральне зобов'язання дотримуватись цього слова, це було важливим при усних договорах, коли не було як письмово засвідчити.
Fides було дуже важливим. Поняття уособлювала богиня Фідес та її храм, який розташовувався на Капітолійському пагорбі.
- П'єтас

Від латинського pius — відданість, побожність. Це було моральне почуття відданості до головних 3 стовпів: боги, батьки (особливо батько paterfamilias), держава. Пієтас також культивувався як богиня та мав храм.
- Релігія та культи

Від латинського religare, означає зв'язувати, тобто зв'язок між людиною та богами. Охайне поводження з ними та старанне виконання практик.
- Дисципліна

Від латинського discere — вчитись. Римське суспільство мало військовий характер, тому дисципліна була надважливою.
- Гравітас та констанція

Від латинського gravis — серйозний, важкий. Від constare — залишатися незмінним, стійким. Тобто це стоїчна філософія римлян як бути сталим у важких ситуаціях та як у вирі почуттів залишатися незмінним. Це була важлива якість для кожного римлянина.
- Віртус

Від латинського vir — людина. Слово virtus означало ідеал чоловіка, яким він має бути, щоб бути шанованим та гідним, незалежно від статусу та багатства.
- Гідність та влада

Dignitas, від латинського dignus — гідний. Dignitas означало гідність, честь та повагу. Auctoritas це престиж та повага в Римі. Це заключне, оскільки римлян, який має попередні цінності, може заслужити гідність, яку він накопичує. А після владу — вплив, яку він отримує.